# Pedro Ángel F. Albertelli
Pedro Ángel F. Albertelli fue un político argentino del Partido Peronista. Se desempeñó como diputado nacional por la provincia de Buenos Aires entre 1954 y 1955, y como vicepresidente segundo de la Cámara de Diputados de la Nación Argentina en 1955.

## Carrera política
En las elecciones legislativas de 1954 fue elegido diputado nacional por la provincia de Buenos Aires, en la lista del Partido Peronista, para completar el período de José Celestino Quevedo iniciado en 1952.
En julio de 1955 fue elegido vicepresidente segundo de la Cámara de Diputados luego de la renuncia de José Vicente Tesorieri. También se desempeñó como vocal en las comisiones de Transportes, de Industria y de Comunicaciones.
Su mandato se extendía hasta 1958 pero permaneció en el cargo hasta septiembre de 1955, cuando su mandato fue interrumpido por el golpe de Estado de la autoproclamada Revolución Libertadora.